# Gonzalo Miguel Rivas Cámara
Gonzalo Miguel Rivas Cámara (Veracruz, Veracruz, 1 de abril de 1963 - Tlalnepantla de Baz, Estado de México, 1 de enero de 2012) fue un ingeniero en sistemas computacionales nacido el 28 de abril de 1962, originario de Veracruz y radicado los últimos 20 años de su vida en el estado de Guerrero, que cobró trascendencia el 12 de diciembre de 2011 al apagar con un extintor una bomba de gasolina incendiada durante un enfrentamiento entre policías y  estudiantes de la Escuela Normal Rural de Ayotzinapa en Chilpancingo.

## Biografía
Gonzalo Miguel Rivas Cámara formaba parte de una familia de marinos. Fue miembro egresado de la Marina Armada de México, donde llegó al grado de Teniente de Fragata. Tanto su padre como su hermano sirvieron igualmente en esa institución. Gonzalo estudió ingeniería en sistemas en la Marina, dándose de baja en 2001; vivió en distintas ciudades del estado de Guerrero en su juventud.  Gonzalo Rivas Cámara había vivido los últimos 20 años de su vida en Chilpancingo, Gro. estado civil divorciado de Rosalba Casimiro y tenía dos hijas menores y de un primer matrimonio le sobreviven 2 hijos mayores en el estado de Veracruz, México En Chilpancingo, trabajaba como encargado de sistemas en gasolineras de la región y como redactor y periodista en el periódico El Diario de Guerrero.
Entre las labores de Rivas como ingeniero, rutinariamente visitaba la estación de gasolina «Eva II» cerca del hotel «Parador del Marqués» en la Autopista del Sol hacia el sur de la ciudad de Chilpancingo para revisar el programa con el que se controlaba la seguridad en las bombas del negocio.

### Fallecimiento
El 12 de diciembre de 2011, en medio de una enorme manifestación violenta, estudiantes de la Escuela Normal de Ayotzinapa arribaron a la estación de servicio exigiendo se les diese gasolina con la intención de fabricar cócteles molotov, los empleados de la estación se negaron. Ante este hecho, los estudiantes cruzaron la avenida a otra estación de gasolina donde lograron llenar un contenedor de plástico y retornaron a la primera gasolinera para incendiarla como represalia por la negativa. En ese momento, Rivas Cámara se encontraba en la estación llevando a cabo su trabajo.
De acuerdo a testimonios, mientras estudiantes y empleados de la gasolinera corrieron para ponerse a salvo, Rivas tomó un extintor y se dirigió a apagar el fuego causado por los estudiantes. Si bien logró cerrar las válvulas de gasolina e impedir que el fuego se extendiese a los depósitos (cien mil litros de gasolina), el fuego alcanzó el contenedor de plástico que los estudiantes habían dejado junto a la bomba, el cual al derretirse ocasionó una llamarada que alcanzó a Gonzalo Rivas provocandole quemaduras de tercer grado en 35% de su cuerpo.
Trasladado al hospital del IMSS de Lomas Verdes, en Naucalpan, Estado de México, Gonzalo Rivas Cámara falleció ahí en los primeros minutos de 2012 como consecuencia de las graves quemaduras sufridas. El acto del ingeniero fue calificado de heroico y comparado incluso con el sacrificio de Jesús García "El Héroe de Nacozari" ocurrido 104 años atrás.

## Condecoración póstuma
A partir de mayo del 2016, el periodista Luis González de Alba propuso a Rivas Cámara para recibir la Medalla Belisario Domínguez, la cual es la mayor distinción que el Congreso de México otorga a ciudadanos cuya actividad al servicio de la nación se considere distinguida. Esta propuesta fue adoptada por grandes segmentos de la sociedad mexicana, impulsando eventualmente a la introducción de la propuesta en el Senado.
De acuerdo con Luis González de Alba, «Una explosión de esta magnitud habría lanzado por los aires la carpeta asfáltica, las casetas de cobro (de la carretera sobre la que se encontraba la gasolinera), autobuses llenos de pasajeros y decenas de coches particulares detenidos por el cierre de la caseta», concluyendo que así «salvó centenares de vidas a costa de la suya».
Finalmente, el 14 de noviembre de 2016, fue aprobada en el Senado la moción de otorgar la medalla Belisario Domínguez a Gonzalo Miguel Rivas Cámara por sus acciones el 12 de diciembre de 2011, marcando así la primera ocasión en que la medalla no se entregaba a un artista, político, escritor, académico o empresario.